# 大西祥男
大西 祥男（おおにし よしお、1956年10月7日 - ）は、日本の医師。医学博士（神戸大学）。地方独立行政法人加古川市民病院機構理事長、加古川中央市民病院院長。

## 略歴
神戸大学附属住吉小学校、神戸大学附属住吉中学校、兵庫県立神戸高等学校卒業。
1983年神戸大学医学部卒業、神戸大学医学部附属病院（研修医）勤務。1984年三菱神戸病院（内科）勤務。
1986年神戸大学大学院医学研究科（第1内科）入学、1990年同卒業。
神戸大学医学部附属病院（第1内科医員）勤務。
1990年、神戸大学より医学博士の学位を取得。
1991年神鋼病院循環器内科医長。
1993年 Washington大学（ミズーリ州セントルイス郡）にResearch Fellowとして留学（Dr.BE Sobel、Dr PB Corrに師事）。
1995年神戸大学医学部附属病院第1内科助手。2000年同講師。
2001年神鋼加古川病院内科・循環器科部長。2008年同副院長。
2009年 兵庫県立柏原病院院長 兼 同看護専門学校長。
2011年地方独立行政法人加古川市民病院機構加古川東市民病院院長。2013年同機構加古川西市民病院・加古川東市民病院統括院長。2016年同機構理事長 兼 加古川中央市民病院院長。

## 論文
- 大西祥男 | CiNii 博士論文
- 大西祥男ほか | 「心肺停止の原因としてrefeeding症候群が考えられた2症例」